# 377 Кампанія
377 Кампанія (377 Campania) — астероїд головного поясу, відкритий 20 вересня 1893 року Огюстом Шарлуа у Ніцці.